# Clas Ohlson
Clas Ohlson ist ein internationales Einzelhandelsunternehmen. Es wurde 1918 als Versandhandelsunternehmen in Insjön, Schweden gegründet.
Heute betreibt das Unternehmen etwa 200 Filialen in Schweden, Norwegen und Finnland sowie einen E-Commerce-Bereich. Zuvor existierten Filialen in Deutschland und Großbritannien. Auch in den Vereinigten Arabischen Emiraten scheint keine Filiale mehr zu existieren.
Clas Ohlson verkauft Produkte in den Bereichen Wohnen, Heimwerken, Elektro, Multimedia, Garten, und Freizeit. Das Unternehmen ist an der Nasdaq Stockholm notiert.

## Geschichte
Clas Ohlson (1895–1979) gründete sein Versandhandelsunternehmen Clas Ohlson & Co. 1918. Er war technisch interessiert und begann damit, technische Handbücher zu verkaufen. Am 30. Juni 1989 öffnete die erste Clas-Ohlson-Geschäftsfiliale außerhalb von Insjön, in Stockholms Stadtzentrum. Die erste Filiale außerhalb Schwedens wurde am 26. August 1991 in Oslo (Norwegen) eröffnet.
Clas Ohlson wurde am 5. Oktober 1999 an der Stockholmer Börse eingeführt. Die erste Filiale in Finnland wurde am 14. November 2002 in Helsinki eröffnet. Die Expansion nach Großbritannien wurde mit der Eröffnung der ersten Filiale in Croydon im südwestlichen London am 27. November 2008 eingeleitet. Die britischen Filialen sind inzwischen geschlossen worden. Clas Ohlsons erste Franchise-Filiale öffnete am 30. April 2014 in Dubai.

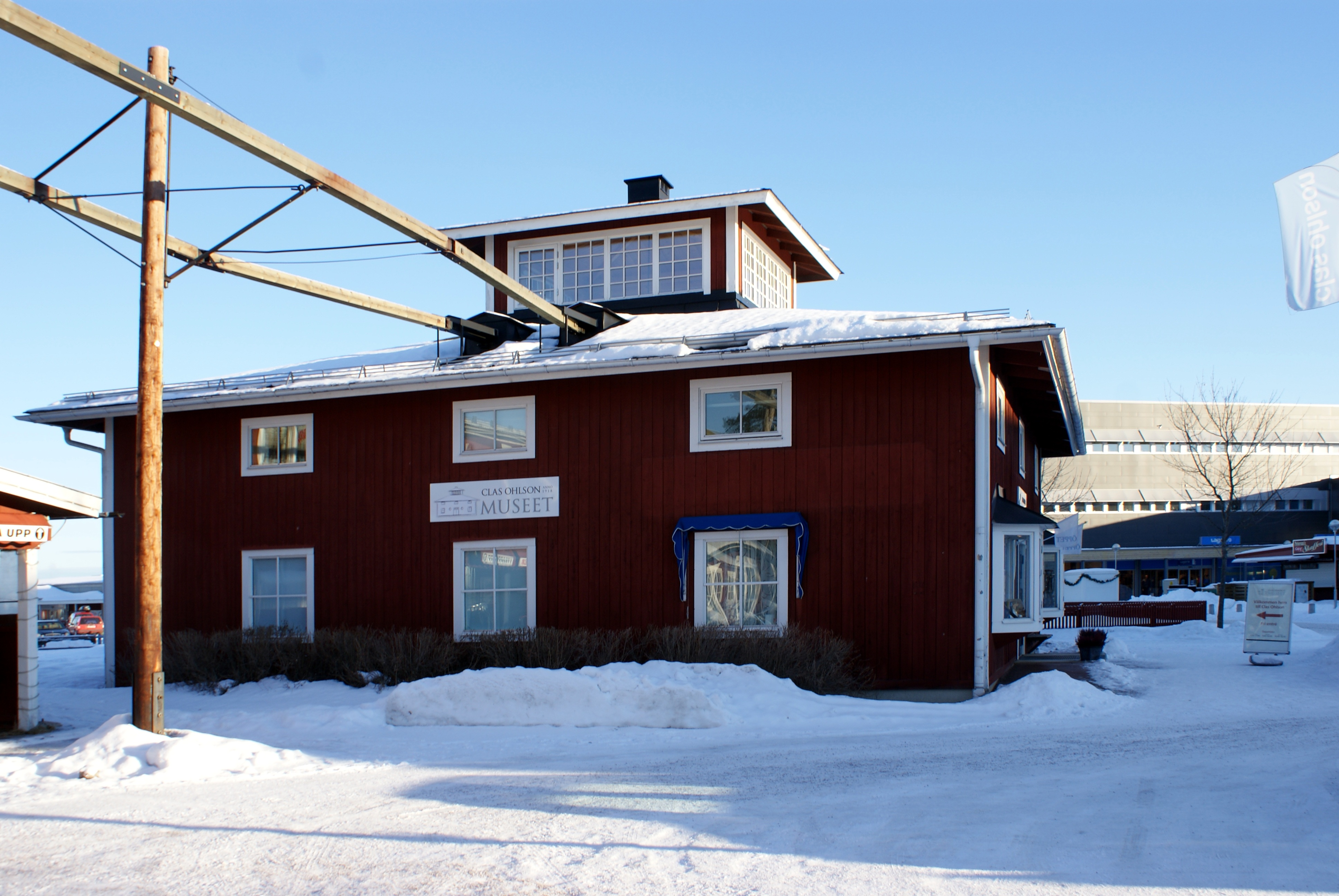
Museum in Insjön

In Insjön hat das Unternehmen ein Museum errichtet.

### Situation in Deutschland
Am 19. Mai 2016 eröffnete das Unternehmen in Hamburg seine erste deutsche Filialen, es folgten drei weitere. Im Dezember 2018 gab Clas Ohlson neben der Schließung der britischen Filialen auch die Schließung der deutschen Filialen für 2019 wegen mangelnder Rentabilität bekannt, im April 2019 folgte die Schließung aller vier deutschen Filialen.

## Kritik
Clas Ohlson war eines von mehreren schwedischen Unternehmen, die 2012 in einem Bericht der Organisation Swedwatch kritisiert wurden. Die Kritik betraf die schlechten Arbeitsbedingungen in Fabriken in China, die Waren für die Unternehmen herstellen. Die drei anderen Unternehmen waren Jula, Biltema und Rusta. Swedwatch stellte jedoch fest, dass sowohl Clas Ohlson als auch Rusta 2012 mehr Verantwortung für die Arbeitsbedingungen in China übernehmen als es in einer entsprechenden Erhebung im Jahr 2005 der Fall war.